# Gorges de Carançà
Les Gorges de Carançà són un congost situat en el terme comunal de Toès i Entrevalls, a la comarca del Conflent, a la Catalunya del Nord.
Es troben al sud-est del poble de Toès; el congost corre de forma sinuosa de nord a sud. Són un important reclam turístic per a la comarca. Ultra el gran parc d'estacionament públic que hi ha, disposa d'una parada del Tren Groc a la vora. Es tracta d'un congost de la vall del Torrent de Carançà situat en una zona boscosa que s'eixampla a tot el sector sud-est del terme de Toès i Entrevalls.

## Etimologia
Alguns autors han defensat la forma Querençà per a aquest topònim. Joan Coromines, en canvi, es decanta per Carançà després d'un llarg raonament en el seu Onomasticon Cataloniae. Coromines explica que aquest topònim prové d'un ètim preromà, sorotàptic, karanto (carant, canaleta molt pendent i rocosa per on salta l'aigua). Per tant, exclou del tot les propostes anteriorment explicades. Seguint el raonament de Coromines, tant Becat com el Nomenclàtor toponímic de la Catalunya del Nord avalen la forma Carançà.

## Les gorges
A part de ser un atractiu turístic de primer ordre, per la seva situació geogràfica, les Gorges de Carançà són destí de nombroses rutes turístiques, moltes d'elles amb origen o destí a la Vall de Núria, en rutes transpirinenques.